# Franc Rode
Franc Rode, C.M. (Rodica, 23. rujna 1934.) slovenski je rimokatolički kardinal, nadbiskup i metropolit ljubljanski u miru te nekadašnji pročelnik Kongregacije za ustanove posvećenog života i družbe apostolskog života.

## Životopis
Kao dijete, nakon Drugog svjetskog rata, s mnogo drugih Slovenaca našao je utočište u Argentini. Studirao je u Buenos Airesu, gdje je ušao u redovničku zajednicu lazarista. Nakon studija filozofije otišao je na studij u Rim, gdje je studirao teologiju. Nastavio je studij u Parizu, gdje je 1963. promaknut u doktora teologije. 
Godine 1965. vraća se u Sloveniju i dvije godine radio na pastoralnom području. Godine 1968. postao je izvanredni profesor na Bogoslovnom fakultetu. Imenovan je za konzultanta tajništva konsultatorija u Rimu. Od 1977., bio je član tajništva Biskupske konferencije Jugoslavije. On je također pokrajinski poglavar slovenskih lazarista te urednik teološkog časopisa.
Dana, 11. veljače 2004., papa Ivan Pavao II. imenovao ga je prefektom Kongregacije za ustanove posvećenog života i družbe apostolskog života. Dana, 24. ožujka 2006. papa Benedikt XVI. imenovao ga je kardinalom.
Bio je papin izaslanik na vjerskoj proslavi u Rumunjskoj 2009. godine. Franc Rode otvoreno je u medijima govorio o pitanjima pobačaja, školskog vjeronauka i o drugim vjerskim i političkim temama. Bio je jedan od kardinala birača koji su sudjelovali u na konklavi 2013. godine.
Rode tečno govori slovenski, španjolski, talijanski, francuski i njemački. Za svoje geslo ima Stajati i izdržati (slov. Stati inu obstati).